# Almora (miasto)
Almora – miasto w północnych Indiach w stanie Uttarakhand, na pogórzu Himalajów Małych.
Populacja miasta w 2001 roku wynosiła 30 613 mieszkańców.
Ośrodek wypoczynkowy i turystyczny. W mieście rozwinął się przemysł włókienniczy oraz drzewny.

## Zabytki
- zabytkowe więzienie, w którym przebywał m.in. Mahatma Gandhi[3];